# Delanie Walker
Hubert Delanie Walker (Pomona, Californië, 12 augustus 1984) is een Amerikaans voormalig Americanfootballspeler voor de San Francisco 49ers en de Tennessee Titans in de National Football League. Walker nam drie keer deel aan de Pro Bowl.